# Dekanat zelowski
Dekanat zelowski – dekanat leżący w południowej części archidiecezji łódzkiej. Zamieszkuje go około 20,5 tys. wiernych.  
Od 2020 roku dziekanem jest ks. prał. Jacek Ambroszczyk. W skład dekanatu wchodzi 8 parafii:
- Parafia Świętego Rocha w Drużbicach
- Parafia Świętego Jana Chrzciciela w Buczku
- Parafia Świętego Teodora Męczennika i Najświętszego Serca Pana Jezusa w Kociszewie
- Parafia Świętego Wawrzyńca w Łobudzicach
- Parafia Najświętszego Serca Pana Jezusa w Parznie
- Parafia Świętego Kazimierza i Świętej Barbary w Pożdżenicach
- Parafia Nawrócenia Świętego Pawła i Nawiedzenia Najświętszej Maryi Panny w Wygiełzowie
- Parafia Matki Boskiej Częstochowskiej w Zelowie